# Elvida
Elvida es un melodramma u ópera en un acto con música de Gaetano Donizetti y libreto en italiano de Giovanni Schmidt. La ópera se escribió como pieza de ocasión para el cumpleaños de la reina María de las Dos Sicilias. Se estrenó el 6 de julio de 1826 en el Teatro de San Carlos en Nápoles, pero «impresionó poco al público». Después de tres representaciones, la pieza quedó olvidada hasta que se volvió a representar y grabar en 2004.

## Personajes
| Personaje                          | Tesitura  | Reparto del estreno, 6 de julio de 1826 (Director: -) |
| ---------------------------------- | --------- | ----------------------------------------------------- |
| Elvida, una noble castellana       | soprano   | Henriette Méric-Lalande                               |
| Alfonso, un príncipe castellano    | tenor     | Giovanni Battista Rubini                              |
| Amur, un jefe moro                 | bajo      | Luigi Lablache                                        |
| Zeidar, hijo de Amur               | contralto | Brigitta Lorenzani                                    |
| Coro: españoles, moros y soldados. |           |                                                       |